# 마케레레 대학교
마케레레 대학교(영어: Makerere University)는 1922년에 설립된 우간다에서 가장 크고 오래된 고등 교육 기관이다. 1970년에 독립 국립 대학교가 되었다. 현재 마케레레 대학교는 9개의 단과대학과 1개의 학교 프로그램으로 구성되어 있으며 약 36,000명의 학부생과 4,000명의 대학원생을 대상으로 하고 있다. 주요 행정 구역은 2020년 9월 화재로 내부가 소실됐으며 화재 원인은 아직 밝혀지지 않았다.
《U.S. 뉴스 & 월드 리포트》는 마케레레 대학교를 아프리카에서 8번째로 좋은 대학교이자 전 세계적으로 569번째로 좋은 대학교로 선정했다. 2020년 《U.S. 뉴스 & 월드 리포트》 순위에서, 마케레레는 남아프리카 공화국을 제외한 사하라 이남 아프리카에서 가장 높은 순위를 차지한 대학이다. 2016년 《타임스 고등교육 세계 대학 랭킹》에서 아프리카 4위로 선정되었다.
마케레레 대학교는 우간다의 대통령 밀턴 오보테와 탄자니아의 대통령 줄리어스 니에레레와 벤저민 음카파를 포함한 많은 독립 이후의 아프리카 지도자들의 모교였다. 콩고 민주 공화국의 대통령 조제프 카빌라와 케냐의 대통령 음와이 키바키도 마케레레 졸업생이다.
우간다가 독립한 직후 몇 년 동안 마케레레 대학교는 아프리카 민족주의 문화의 중심이었던 문학 활동의 중심지가 되었다. 누르딘 파라, 알리 마즈루이, 데이비드 루바디리, 오켈로 오큘리, 응구기 와 티옹오, 존 루간다, 폴 서룩스, 노벨 문학상 수상자 V. S. 나이폴, 피터 나사렛을 포함한 많은 저명한 작가들이 그들의 대학에서 글을 썼다.
학생 불안과 교수진의 환멸로 인해 2006년부터 2016년까지 3차례 휴교했다. 2016년 11월 1일, 요웨리 무세베니 대통령이 무기한 폐쇄를 선언했다. 2017년 1월에 개교하였다.

## 역사

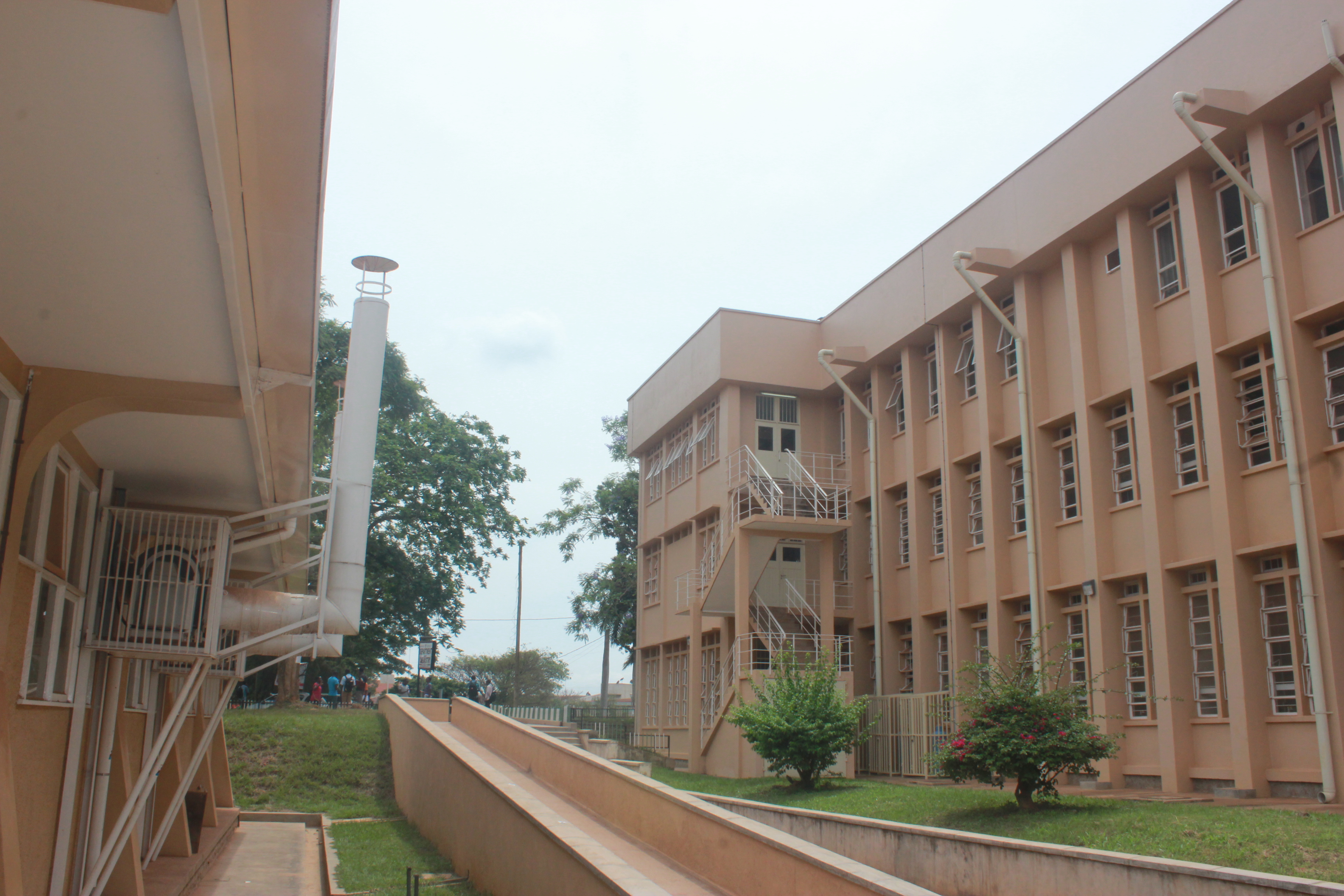
화학과

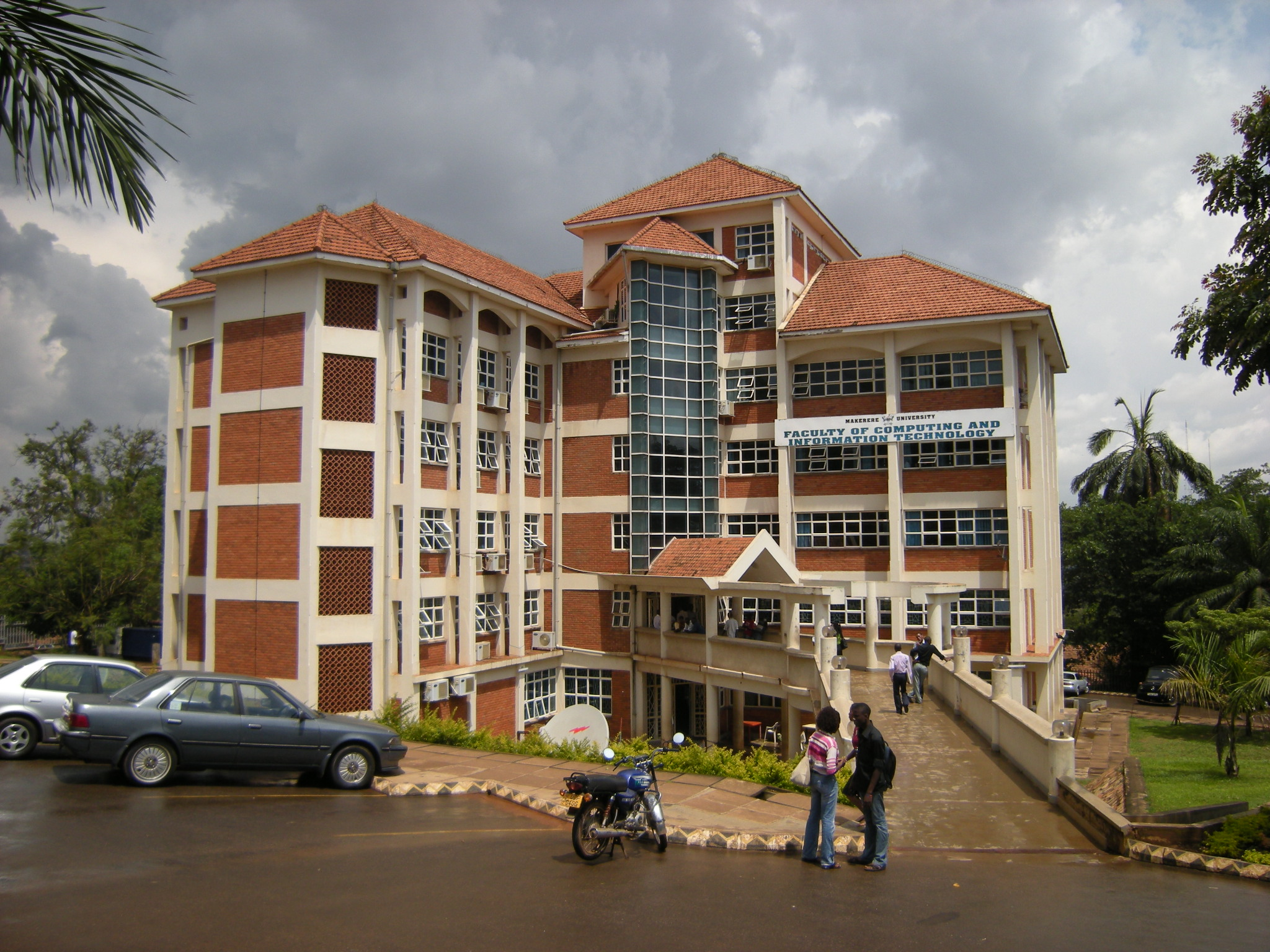
정보기술대학원

### 기술학교 설립
마케레레 대학교가 된 무역학교는 1921년 목공, 건축, 기계 분야의 첫 수업으로 운영되기 시작했다. 1922년 예술, 교육, 농업, 의학 분야의 추가적인 과정을 가진 "우간다 기술 대학교"로 설립되었다. 같은 해에 다시 마케레레 대학교로 이름을 바꾸었다. 1928년, 직업 수업은 대학에서 분리되어 캄팔라 기술학교로 이름이 바뀌었다. 1937년에 그 대학은 중등교육 이후 자격증 과정을 제공하기 시작했다.

### 대학교
1943년 영국 보호령 정부가 이 대학을 제안했고, 이는 논쟁의 대상이 되었다. 바타카당은 "유럽 정착을 위해 아프리카 땅을 훔치려는 음모"라고 설명했다. 이 캠페인에 대응하여, 수도인 캄팔라에서 폭동이 일어났다.
1949년 마케레레 대학교는 동아프리카 대학교로 승격되었다. 같은 해, 바타카당은 바타카 시위 이후 일어난 폭동과 방화로 인해 영국 보호국 정부에 의해 금지되었다.

### 2000년대 소요 사태
이 대학은 2006년부터 2016년까지 세 번 문을 닫았다.
2016년 8월 1일부터 교직원이 아닌 직원들은 밀린 임금을 요구하며 파업에 돌입했다. 파업은 3주 동안 지속되었고 정부는 10월 말까지 그들에게 지급하기로 합의했지만, 정부는 그렇게 하지 못했다. 이것은 약속 실패, 파업, 그리고 더 많은 약속의 순환에서 또 하나의 깨진 약속에 불과했다. 이번 파업에는 성과급 미지급에 대한 강사들의 파업이 이어졌고, 그 파업에는 연대 학생들도 동참했다. 이로 인해 요웨리 무세베니 총장은 대학을 "무한히" 폐쇄하게 되었다. 학기 중반 자녀를 교수형에 처하게 한 부모들을 포함한 추가적인 항의는 무세베니가 이 상황을 바로잡기 위해 특별 위원회를 임명하도록 만들었지만 재개장 약속은 없었다. 위원회의 보고서는 2017년 2월 말에 제출될 예정이다.
2020년 9월 20일, 대학 당국의 재정 부실 관리에 대한 우간다 의회의 조사에 따라 마케레레 대학교(아이보리 타워) 본관이 화재로 크게 파손되었다.